# Molophilus (Molophilus) unistylus
Molophilus (Molophilus) unistylus is een tweevleugelige uit de familie steltmuggen (Limoniidae). De soort komt voor in het Australaziatisch gebied.